# Ischnomera puncticollis
Ischnomera puncticollis es una especie de coleóptero de la familia Oedemeridae.

## Distribución geográfica
Habita en Estados Unidos.